# Estação Los Orientales
A Estação Los Orientales é uma das estações do Metrô de Santiago, situada em Santiago, entre a Estação Plaza Egaña e a Estação Grecia. Faz parte da Linha 4.
Foi inaugurada em 30 de novembro de 2005. Localiza-se no cruzamento da Avenida Américo Vespucio com a Avenida Oriental. Atende as comunas de Ñuñoa e Peñalolén.